# Suppengrün

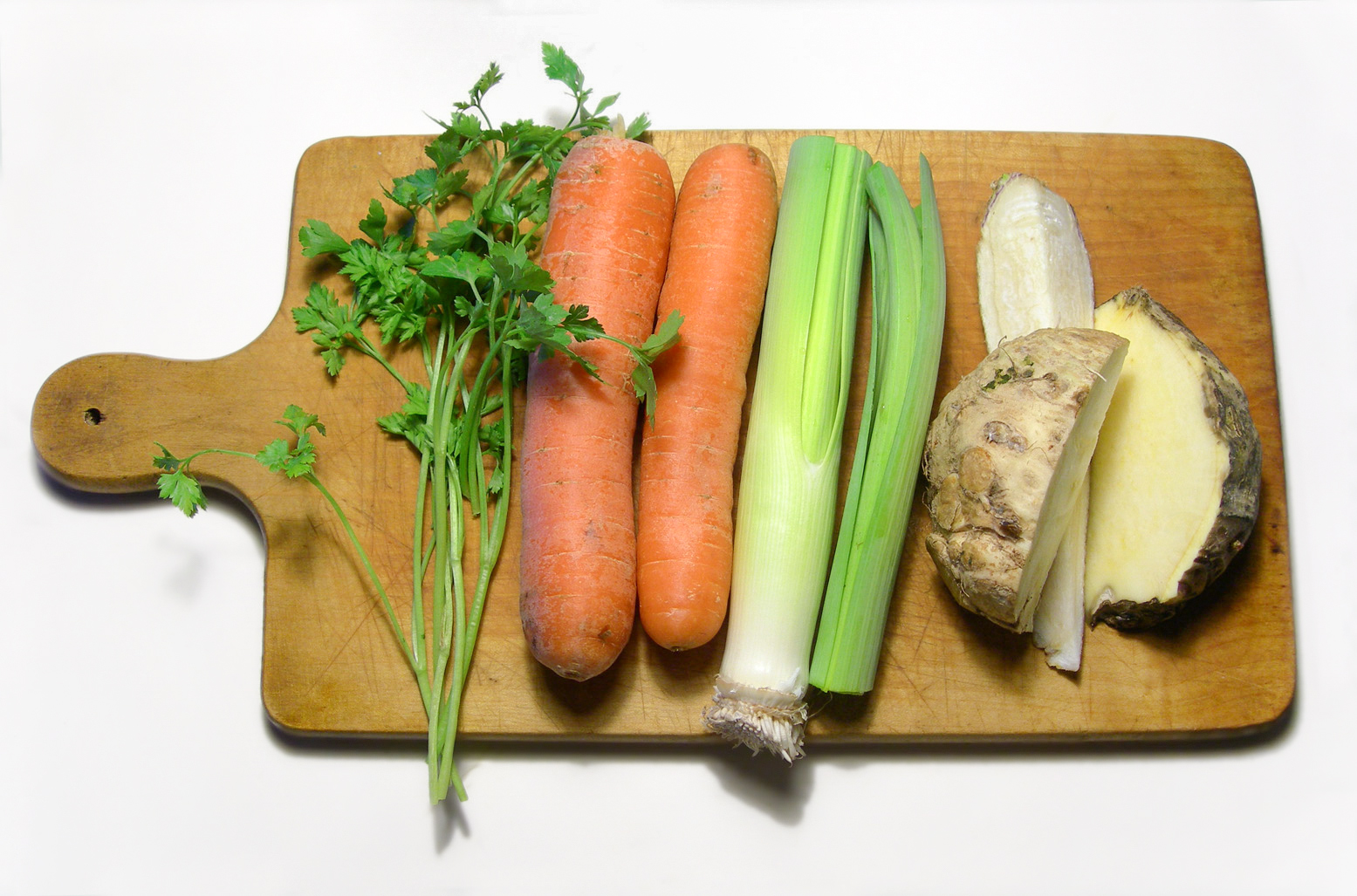
Suppengrün mit Petersilie, Möhren, Lauch, Knollensellerie, Petersilienwurzel und Steckrübe

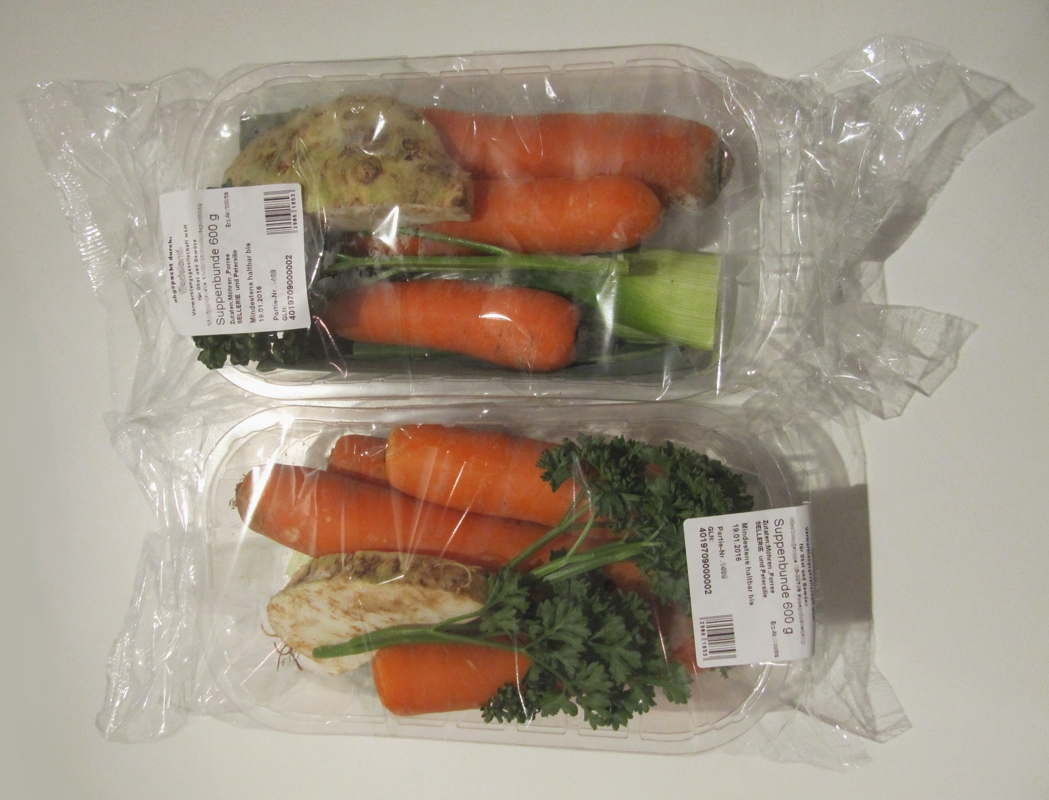
Zwei typische Packungen Suppengrün aus dem Supermarkt mit krauser Petersilie, Karotten, Porree und Knollensellerie

Suppengrün, auch Suppengemüse, Kochgemüse, Wurzelwerk oder Wurzelzeug genannt, ist eine Mischung aus verschiedenen Gemüsearten zur Herstellung einer Brühe.

## Zusammensetzung
Suppengrün variiert in seiner Zusammensetzung je nach Land oder Region. Typische Bestandteile sind Wurzelgemüse wie Karotte, Knollensellerie und Wurzelpetersilie, Lauchgewächse wie Porree und Zwiebel sowie Kräuter wie Petersilie, Selleriekraut oder Thymian.
Es wird vor allem zur Aromatisierung von Brühen im Ganzen mitgekocht. Anschließend kann man es pürieren oder kleinschneiden und anrösten und Schmorgerichten zugeben, in denen es zerkocht, wodurch eine würzige und sämige Sauce entsteht. Dies wird fachsprachlich Röstgemüse oder Mirepoix genannt.
Suppengrün wird bündelweise in unterschiedlichen Sortierungen im Handel angeboten oder alternativ als getrocknete, abfallfreie Produkte.